# Whitton (Ipswich)
Whitton – dzielnica miasta Ipswich, w Anglii, w Suffolk, w dystrykcie Ipswich. W 2011 miejscowość liczyła 8039 mieszkańców. Whitton jest wspomniana w Domesday Book (1086) jako Widituna.